# 圣母天阶堂
圣母天阶堂（Santa Maria Scala Coeli)位于罗马的三泉街（Via delle Tre Fontane），属于严规熙笃隐修会的三泉隐修院。该堂位于圣保禄殉教前关押的监狱的原址。
现在的教堂是由贾科莫·德拉·波尔塔建造的，在之前的教堂之上。通往教堂的楼梯上有建筑师和建设者的信息。
一个古老的传说，声称在修建戴克里先浴场时死去的10,000名基督徒奴隶，被埋葬在该堂的地穴，包括圣柴诺 和同伴。这个工程的死亡奴隶很可能被埋在附近的山坡上, 虽然10,000个数字肯定夸大了。
根据传说，伯尔纳铎在该堂举行安魂弥撒时，看见圣母玛利亚用天堂阶梯，将他为其祈祷的炼狱中的灵魂，升到天堂。1500年，亨利七世 (英格兰)获得“天堂阶梯”大赦。到了1520年代，“天堂阶梯”大赦已很常见。。
该堂在2002年11月之前，已经交由罗马的罗马尼亚正教会 社区使用，罗马尼亚宗主教泰奥克蒂斯访问罗马时，教宗若望·保禄二世将其正式赠与他们。此前，他们在加富尔街的Genezano圣母小堂 聚集，但那个小堂太小了。